# Геологія Швеції
Геологічна будова Швеції.
Швеція розташована в межах Балтійського щита. У центральній і східній частинах країни докембрійські метаморфічні породи фундаменту виходять на поверхню, а в північно-західній — перекриті системою каледонських тектонічних покривал. У структурному відношенні територія Швеції поділяється на провінції: Берґслаґен (Центральна Швеція), Південна Швеція, Шеллефте і Норботтен на півночі країни, область шведських каледонід на північному заході і плита Сконе на півдні країни. У геологічній будові автохтону — найдавніші архейські досвекофенські метаморфічні комплекси, розвинені на крайній півночі в провінції Норботтен і представлені ґнейсами, граніто-ґнейсами з амфіболітами і мігматитами. Свекофенські метаморфічні комплекси нижнього протерозою головним чином вулканічного та островодужного походження поширені в провінціях Норботтен, Шеллефте і Берґслаген. У провінції Норботтен з ними пов'язані найбільші родовища залізняку, в провінції Шеллефте — численні родовища руд кольорових металів, в провінції Берґслаґен — родовища поліметалічних, залізних і марганцевих руд. Карельські та нижньопротерозойські метаморфічні первинно-осадово-вулканічні комплекси, що переважають на півночі Норботтена, незгідно перекривають тут архейський фундамент.
Південна Швеція з північного заходу на південний схід перетинає трансскандинавський пояс великих гранітних і граніт-порфірових плутонів віком 1,75-1,5 млрд років, а також кислих вулканітів. Верхньопротерозойський осадовий чохол починається товщею готських осадових і вулканогенно-осадових формацій: пісковиків, конґломератів, метаріолітів, аґломератів і туфів (до західної частини провінції Берґслаґен). На крайньому заході Південної Швеції середньо- і верхньорифейські граніти середньо- і грубокристалічні, місцями порфірові, проривають карельські граніти, ґранодіорити і граніто-ґнейси. Байкальський (кадомський) комплекс (верхній ріфей — венд), представлений полевошпатовими пісковиками, заповнює невелику вузьку ґрабен-синкліналь в Південній Швеції. Особливе структурне положення займає слабкометаморфізований автохтонний чохол, що залягає між метаморфітами покривал каледонід і древнім фундаментом. Він представлений в основному вулканічними породами, сланцями, пісковиками і конґломератами кембрію та силуру. На островах Еланд і Ґотланд та в провінції Сконе розвинені платформні відклади кембрію-силуру, а в Сконе і мезозою-кайнозою. Майже повсюдно поширені різноманітні четвертинні відклади: озерно-болотні, алювіальні, льодовикові, перигляціальні.
У Швеції відомі майже всі тектонічні покривала скандинавських каледонід. Автохтоном або паравтохтоном є різновікові метаморфічні породи докембрійського фундаменту і венд-силурійські утворення, які його перекривають. Тектонічні покривала являють собою горизонтальні і субгоризонтальні серії з 6-7 покривних пластин, насунених з півічного заходу із області Норвезького моря. Вони складені породами докембрію і раннього палеозою: вулканогенно-осадовими комплексами, інтрузивними і метаморфічними породами. Стратиграфічна послідовність порід порушена. Рівень метаморфізму — зеленокам'яна і амфіболітова (зрідка ґранулітова) фації. Утворення граніто-ґнейсових куполів в кінці силуру-девоні зумовило деформацію поверхонь, що розділяють покривні пластини, і виникнення в покривалах числ. тектонічних вікон з виходом докембрійського фундаменту на поверхню. З фронтальною зоною покривал пов'язані попіметалічні родовища.